# Iode 131
table
L’iode 131, noté 131I, est l'isotope de l'iode dont le nombre de masse est égal à 131 : son noyau atomique compte 53 protons et 78 neutrons avec un spin 7/2+ pour une masse atomique de 130,906 126 g/mol. Il est caractérisé par un excès de masse de −87 442 keV et une énergie de liaison nucléaire par nucléon de 8 422,30 keV. Son activité spécifique est de 4,6 × 1015 Bq/g. Son temps de demi-vie est de 8,019 7 jours.

## Propriétés, risques et dangers
Ce produit radiotoxique constitue un risque important de contamination environnementale en cas d'explosion nucléaire ou d'accident nucléaire grave.
C'est en effet l'un des premiers et des principaux radionucléides émis lors des accidents nucléaires graves (entraînant la fusion de combustible), comme lors de la catastrophe de Tchernobyl ou d'accident de Fukushima. C'est un produit de fission des réacteurs nucléaires où il représente près de 3 % des produits de fission de l'uranium.

### Radiotoxicité
Du fait du rayonnement β− émis lors de sa désintégration, l'iode 131 provoque des mutations génétiques dans les cellules où il pénètre, ainsi que dans les cellules voisines, mutations graves qui peuvent entraîner la mort de ces cellules. C'est la raison pour laquelle une dose élevée d'iode 131 peut s'avérer moins dangereuse qu'une dose plus faible, les cellules irradiées étant tuées au lieu de survivre comme germes d'un cancer. 
L'utilisation médicale de l'iode 131 tend de ce fait à privilégier les doses maximales pour un effet létal visant les tissus cancéreux de la thyroïde, organe où l'iode s'accumule préférentiellement, sous forme d'hormones thyroïdiennes, telles que la thyroxine.
Il est possible de prévenir sa bioaccumulation dans la thyroïde par saturation préalable de cette dernière par de l'iode non radioactif.

## Devenir
L'iode 131 donne du xénon 131 par désintégration β− selon une période d'un peu plus de 8 jours, en émettant des rayons γ d'au plus 364 keV et des particules β− (électrons) d'au plus 606 keV :
131
53I {\displaystyle \mathrm {\xrightarrow[{8,02070\ jours}]{\beta ^{-}\ 606\ keV}} } 131
54Xe* {\displaystyle \mathrm {\xrightarrow {\beta -\ 364\ keV} } } 131
54Xe.

## Utilisations
L'iode 131 trouve une utilisation essentiellement médicale et pharmaceutique, notamment en radiothérapie à l'iode 131. Il peut être utilisé comme radiotraceur (radiomarqueur) environnemental après un accident nucléaire, facile à retrouver dans la thyroïde des animaux, à condition de l'y chercher avant que sa décroissance radioactive ne le rende indétectable.

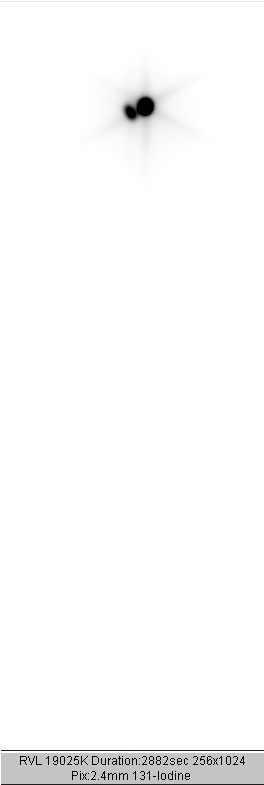
Radiothérapie d'un cancer de la thyroïde à l'iode 131 (dose : 3,7 GBq), 1re phase.
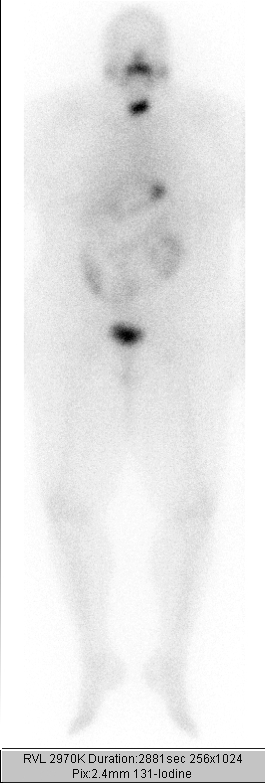
Seconde phase (zones foncées = zones de concentration).